# St. Rosa (Minnesota)
Pour les articles homonymes, voir St. Rosa.
St. Rosa est une ville américaine située dans le Comté de Stearns, dans le Minnesota. Selon le recensement de 2010, sa population est de 68 habitants.